# Honigbeutler
Der Honigbeutler oder Rüsselbeutler (Tarsipes rostratus) ist eine Beuteltierart und lebt in Südwestaustralien. Er ist der einzige Vertreter der Familie Tarsipedidae. Der mausgroße, braungraue Honigbeutler hat sich auf Nektar- und Pollennahrung spezialisiert und spielt eine wichtige Rolle als Blütenbestäuber.

## Körperbau

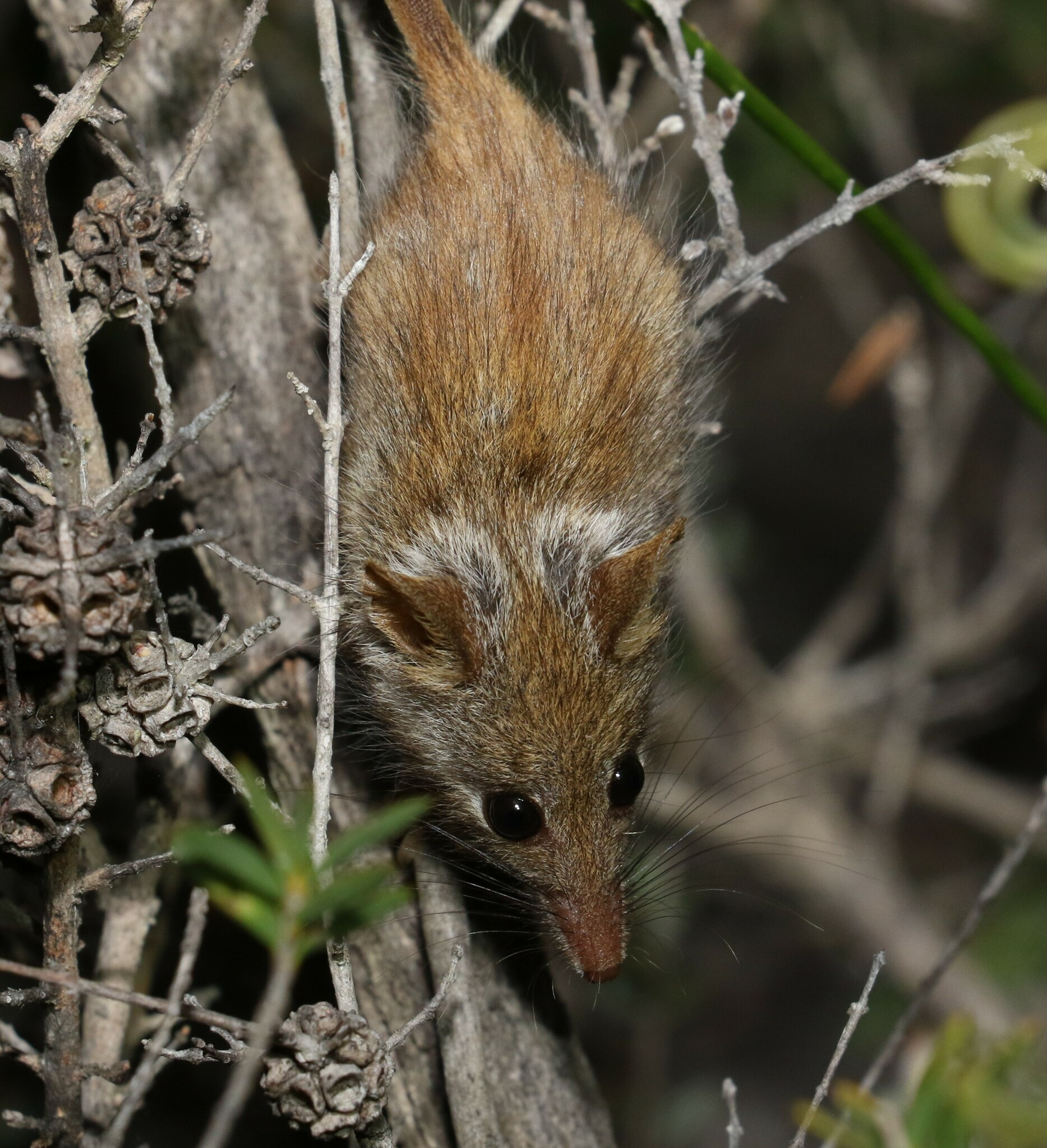
Honigbeutler

Die Männchen erreichen Gesamtlängen von 13,5 bis 18 Zentimetern, davon entfallen 7 bis 10 Zentimeter auf den Schwanz. Die größeren Weibchen erreichen Gesamtlängen von 14,5 bis 19,5 Zentimetern (Schwanzlänge 7,5 bis 10,5 Zentimeter). Männchen wiegen 7 bis 11 Gramm, Weibchen 8 bis 16 Gramm.
Das Fell der Honigbeutler ist auf dem Rücken graubraun und an Flanken und Schultern rötlich. Kennzeichnend sind drei Längsstriche auf dem Rücken. Der Aalstrich ist dunkelbraun und reicht vom Hinterkopf bis zur Schwanzwurzel, die beiden kürzeren seitlichen Streifen sind hellbraun. Der Bauch ist beige. Augen und Ohren sind groß, die Schnauze ist ähnlich wie bei Spitzmäusen lang und spitz. Der körperlange Greifschwanz ist nahezu unbehaart.
Das Gebiss des Honigbeutlers ist wegen der spezialisierten Ernährung stark modifiziert. Es umfasst insgesamt 22 Zähne. Die Zahnformel lautet I 2/1 C 1/0 P 1/0 M 3/3. Die beiden Schneidezähne des Unterkiefers sind die einzigen gut ausgebildeten Zähne, während die übrigen zwanzig Zähne zu winzigen Kegeln reduziert sind.
Von den fünf Zehen des Honigbeutlers ist der erste Zeh des Hinterfußes opponierbar und ermöglicht ein sicheres Klettern. Die Füße tragen raue Ballen, die Zehen nur kleine Krallen an der zweiten und dritten Zehe des Hinterfußes und Nägel an den übrigen Zehen.

## Verbreitung und Lebensraum
Honigbeutler haben ein sehr begrenztes Verbreitungsgebiet und leben ausschließlich im küstennahen Südwesten Australiens – das Gebiet erstreckt sich von Geraldton nach Südosten bis Esperance. Dort bewohnen sie überwiegend offene und halboffene Heide- und Buschlandschaften sowie offene Wälder.

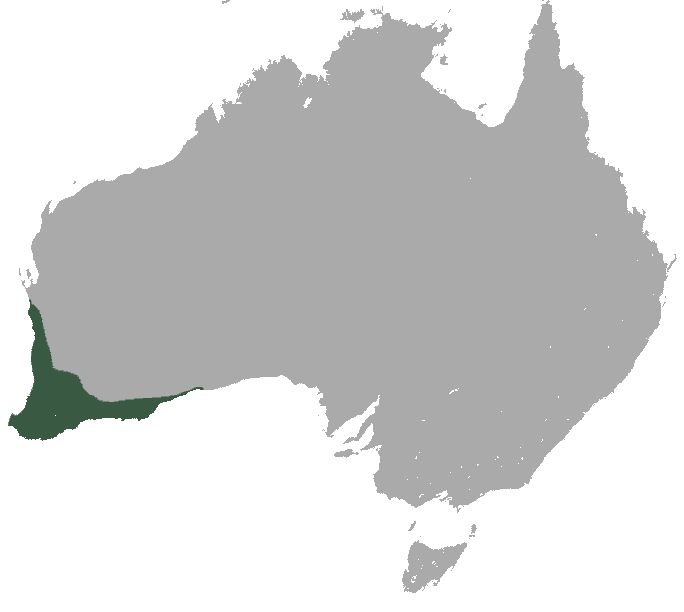
Verbreitungskarte des Honigbeutlers

## Lebensweise

### Allgemeines
Die überwiegend nachtaktiven Honigbeutler sehen und hören sehr gut. Die Nahrungssuche erfolgt visuell und mit Hilfe des Geruchssinnes. 
Die Aktivitätsspitzen liegen morgens zwischen 6 und 8 Uhr, abends zwischen 17 und 19 Uhr und nachts zwischen 23:30 und 1:30 Uhr, wobei vor allem die nächtliche Aktivitätsphase zur Nahrungssuche genutzt wird. Außerhalb dieser Zeiten zeigen Honigbeutler geringere Aktivität oder schlafen.
Honigbeutler sind sehr geschickte Kletterer, sie leben vor allem in der bodennahen Strauch- und Buschvegetation. Der lange Schwanz wird dabei als „fünfte Hand“ und zum Balancieren eingesetzt. Für Ruhezeiten bauen sie Nester („Kobel“) oder nutzen verlassene Vogelnester.
Honigbeutler sind ortstreue Einzelgänger und beanspruchen Reviere von etwa 1280 Quadratmetern (Männchen) beziehungsweise 700 Quadratmetern (Weibchen). Weibchen sind das dominante Geschlecht und nehmen mit Jungtieren zusammen die nahrungsreichsten Gebiete in Anspruch. Die Reviere überlappen einander meistens. Die innerartliche Kommunikation erfolgt über Quiektöne und geruchsintensive Drüsensekrete.

### Verhalten bei Kälte

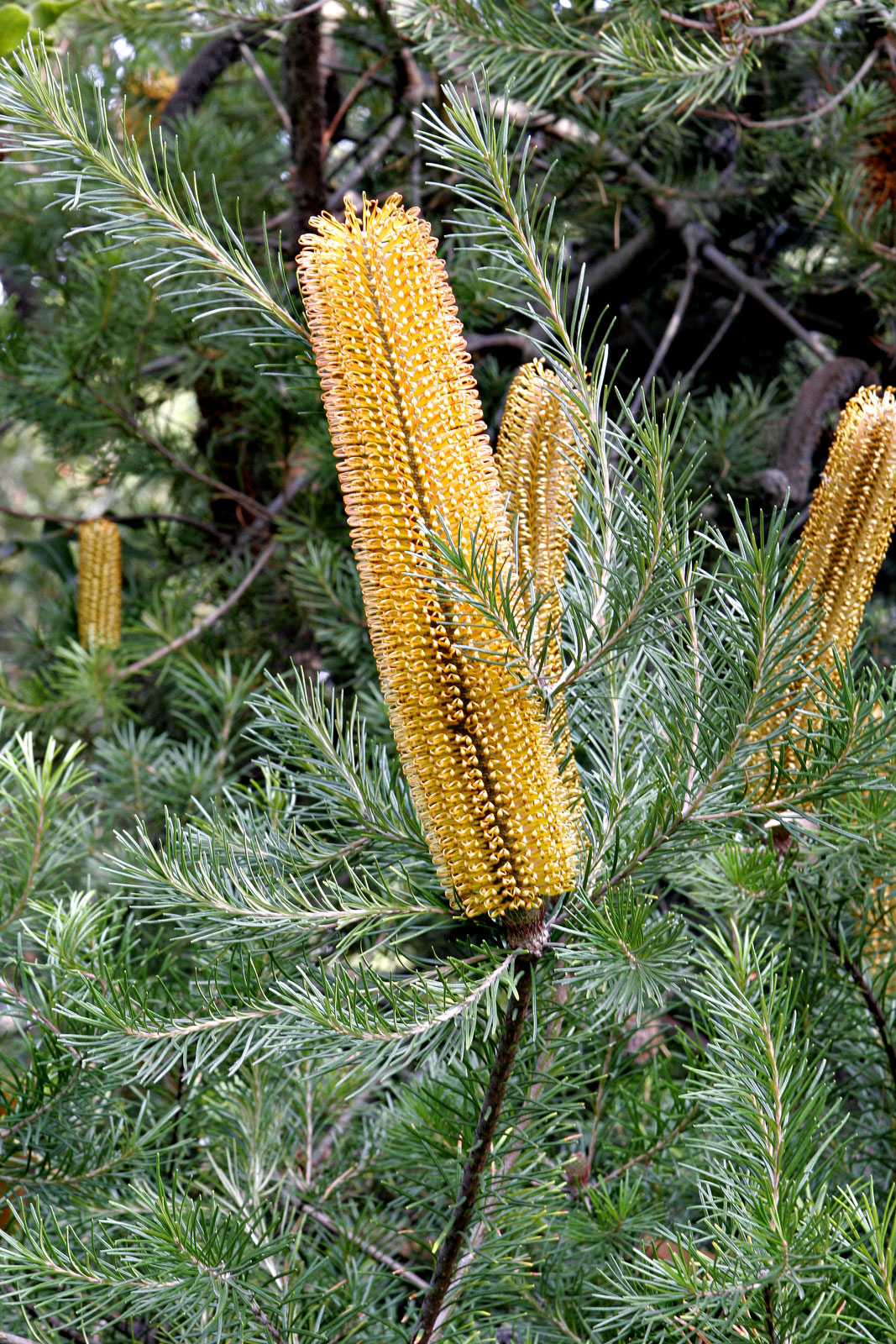
Blütenstand von Banksia ericifolia

Da Honigbeutler eine hohe Stoffwechselrate und Körpertemperatur haben, verfallen die Tiere bei Kälte und Nahrungsmangel in Torpor und halten diesen Zustand bei 5 °C Körpertemperatur bis zu zehn Stunden aus. Die Temperatur kann aus dem Torpor spontan ansteigen. Auch die Jungtiere rücken im Beutel häufig zusammen, um Energie zu sparen. 

### Ernährung
Honigbeutler haben sich auf Nektar und Pollen als Nahrung spezialisiert und lecken diese mit einer langen, rauen, bürstenartigen Zunge auf, die bis zu 2,5 Zentimeter herausgestreckt werden kann. Die aufgeleckte Nahrung wird an Gaumenkämmen abgestreift und geschluckt. Pollen und Nektar werden innerhalb von sechs Stunden verdaut und exzerniert. Nektar ist hauptsächlich eine Energie- und Wasserquelle und im Großen und Ganzen eine zwanzigprozentige Zuckerlösung. Nur durch spezialisierte Nieren ist es Honigbeutlern möglich, das überflüssige Wasser auszuscheiden; der Flüssigkeitsverlust kann so pro Tag mehr als das Körpergewicht ausmachen. Bevorzugt werden vor allem die Banksia- und Dryandra-Blütenstände mit 250 bis 2500 Einzelblüten, speziell solche, die unauffällig gefärbt in Bodennähe wachsen. Durch verschiedene Klettertechniken erreichen Honigbeutler oft auch entlegene Blüten. Manchmal hängen sie sich kopfüber an einen Ast, um an eine Nahrungsquelle zu kommen. Seltener beobachtet wurde die Aufnahme von Insekten, doch gefangene Tiere fingen Fliegen mit großem Geschick aus der Luft.

### Fortpflanzung und Entwicklung
Im Alter von vier bis sechs Monaten werden Honigbeutler geschlechtsreif. Die Begattung findet ohne Paarungsvorspiel statt und nur, wenn es das größere Weibchen zulässt. Untersuchungen der DNA zeigten, dass an einem Wurf mehrere Männchen beteiligt waren. Offenbar herrscht Spermienkonkurrenz, denn Honigbeutler haben auch große Hoden, die 4,2 % des Körpergewichtes ausmachen, und mit 0,36 Millimetern die längsten Spermien unter allen Säugetieren. Die Begattung kann zu jeder Zeit des Jahres stattfinden, vor allem aber werden Weibchen mit Jungen im Beutel im frühen Herbst, im Winter und im Frühling gefunden. Ein Weibchen hat mindestens zwei Würfe im Jahr.
Nach einer Tragzeit von 21 bis 28 Tagen kommen zwei bis vier Jungtiere zur Welt, die mit einem Gewicht von etwa 5 Milligramm die leichtesten neugeborenen Säugetiere überhaupt sind. Den Jungtieren stehen im Beutel vier Zitzen zur Verfügung, an denen sie sechzig Tage lang gesäugt werden. Während dieser Zeit bleiben sie im Beutel. Die trotz der geringen Lebenserwartung geringe Wurfgröße und langsame Entwicklungszeit zeugen davon, dass es für die Muttertiere schwierig ist, genügend Pollen für sich selbst und die Milchbildung zu bekommen. Nach 60 Tagen haben die Jungtiere ein Gewicht von 2,5 Gramm erreicht und verlassen den Beutel. Sie folgen dann der Mutter bei der Nahrungssuche, ergänzen ihr Nahrungsspektrum gelegentlich durch Milch und reiten auf dem Rücken des Muttertieres. Diese Bindung ist nach zwei Wochen beendet.  Honigbeutler haben eine Lebenserwartung von einem Jahr, selten sind es zwei. Die Geburt ihrer Jungtiere können Honigbeutler in für die Aufzucht günstigere Zeiten hinauszögern (Keimruhe).

## Ökologische Bedeutung
Honigbeutler sind die wichtigsten Bestäuber der Proteaceae, insbesondere der Gattung Banksia. Diese Pflanzen haben an die Bestäubung durch Säuger angepasste, sehr stabile Blütenstände, einen hohen Nektar- und Pollenreichtum und riechen sehr intensiv. Die Bestäubung erfolgt durch Pollen, der im Fell der Honigbeutler hängen bleibt und so von Blüte zu Blüte getragen wird. Die Honigbeutler sind daher integrale Bestandteile der blütenreichen Heiden im Südwesten Australiens.

## Systematik und Stammesgeschichte
Der Honigbeutler ist das einzige Mitglied der Familie Tarsipedidae. Die Art wurde wegen spezieller Merkmale des Körperbaus als eigene Familie von den Kletterbeutlern abgetrennt, zu denen sie zuvor gezählt wurde. Anhand von DNA-Hybridisierung und morphologischen Analysen wird mittlerweile ein Schwestergruppenverhältnis zu den Zwerggleitbeutlern angenommen. Der Honigbeutler spaltete sich wohl sehr früh von anderen Beutelsäugern ab. Die ältesten fossilen Reste von ihm und nahen Verwandten stammen aus dem Pleistozän und sind nur etwa 35.000 Jahre alt; vermutet wird ein Beginn der Abspaltung vor etwa 20 Millionen Jahren im Miozän.
Der Gattungsname Tarsipes leitet sich von Tarsius, dem Namen der Koboldmakis, und dem Wort pes (= Fuß) ab. Der Name bedeutet wörtlich also etwa „Koboldmakifuß“ und bezieht sich auf die Ähnlichkeit der Füße mit jenen der Koboldmakis. Es gibt zwei Synonyme: Tarsipes rostratus und Tarsipes spenserae. Beide Namen wurden im Jahr 1842 vergeben, weshalb lange Zeit umstritten war, welcher der ältere und somit der nach ICZN-Prioritätsregeln gültige Name ist. Nach einer Arbeit von J. A. Mahoney ist Tarsipes rostratus der gültige Name.

## Honigbeutler und Menschen
Innerhalb ihres Verbreitungsgebietes sind Honigbeutler zum Teil häufig, durch menschliche Einwirkungen werden jedoch die bereits kleinen Lebensräume immer kleiner. Obwohl Rodungen inzwischen gesetzlich untersagt sind, schrumpfen die Heiden weiter. Weiterhin sind eingebürgerte Füchse und insbesondere Katzen eine starke Bedrohung für Honigbeutler.